# Tom Blohm
Tom Villiam Blohm (Oslo, 29 juni 1920 – aldaar, 30 december 2000) was een Noors voetballer die gedurende zijn carrière als doelman speelde voor SK Hugin, Frigg FK en FC Lyn Oslo. Blohm overleed op 80-jarige leeftijd in zijn geboorteplaats Oslo.

## Interlandcarrière
Blohm nam met het Noors voetbalelftal deel aan de Olympische Zomerspelen 1952 in Helsinki, Finland. De ploeg onder leiding van Engelse bondscoach Frank Soo verloor in de eerste ronde met 4-1 van buurland Zweden, waardoor de Noren al na één duel naar huis konden. Dat was meteen zijn laatste officiële interland, waarna Asbjørn Hansen de eerste keuze werd. In totaal speelde Blohm 20 interlands voor zijn vaderland in de periode 1937–1952.

## Erelijst
SFK Lyn Oslo
- Noorse beker

1945, 1946